# Bandera de Paita
La bandera de la ciudad peruana de Paita es uno de los símbolos de la provincia. Fue creada por Gerardo Ginocchio Trelles.

## Significado
- En el primer campo se encuentra a un cielo azul acompañado de 6 estrellas blancas que simbolizan la integración del Distrito Capital y con los otros seis distritos que integran la Provincia

- En el segundo campo de color blanco; se muestra la claridad, el día con un sol radiante, en el centro de él se halla el sol y la famosa Luna de Paita.

- En tercer campo un cuadro verde que representa la agricultura de la provincia

- El cuarto campo está de color azul marino que representa el rico mar del departamento y que es fuente inagotable de la riqueza ictiológica.[1]